# Tsmakaog
Tsmakaog (azerbajdzjanska: Bazarkənd, armeniska: Ցմակահող, Tsmakahogh, azerbajdzjanska: Tsmaqahoğ) är en ort i Azerbajdzjan.   Den ligger i distriktet Kəlbəcər Rayonu, i den centrala delen av landet, 280 km väster om huvudstaden Baku. Tsmakaog ligger 1 052 meter över havet och antalet invånare är 228.
Terrängen runt Tsmakaog är kuperad österut, men västerut är den bergig. Runt Tsmakaog är det ganska glesbefolkat, med 32 invånare per kvadratkilometer.. Närmaste större samhälle är Dovşanlı, 2,2 km öster om Tsmakaog. 
I omgivningarna runt Tsmakaog växer i huvudsak lövfällande lövskog.